# Pleiospilos
Genre
Classification phylogénétique
Les plantes du genre Pleiospilos appartiennent à la famille des Aizoacées.

## Quelques espèces
- Pleiospilos brevisepalus
- Pleiospilos leipoldtii
- Pleiospilos magnipunctatus
- Pleiospilos nobilis : fleurs au parfum de vanille, de noix de coco, selon les « testeurs ».
- Pleiospilos peersii
- Pleiospilos rouxii
- Pleiospilos willowmerensis

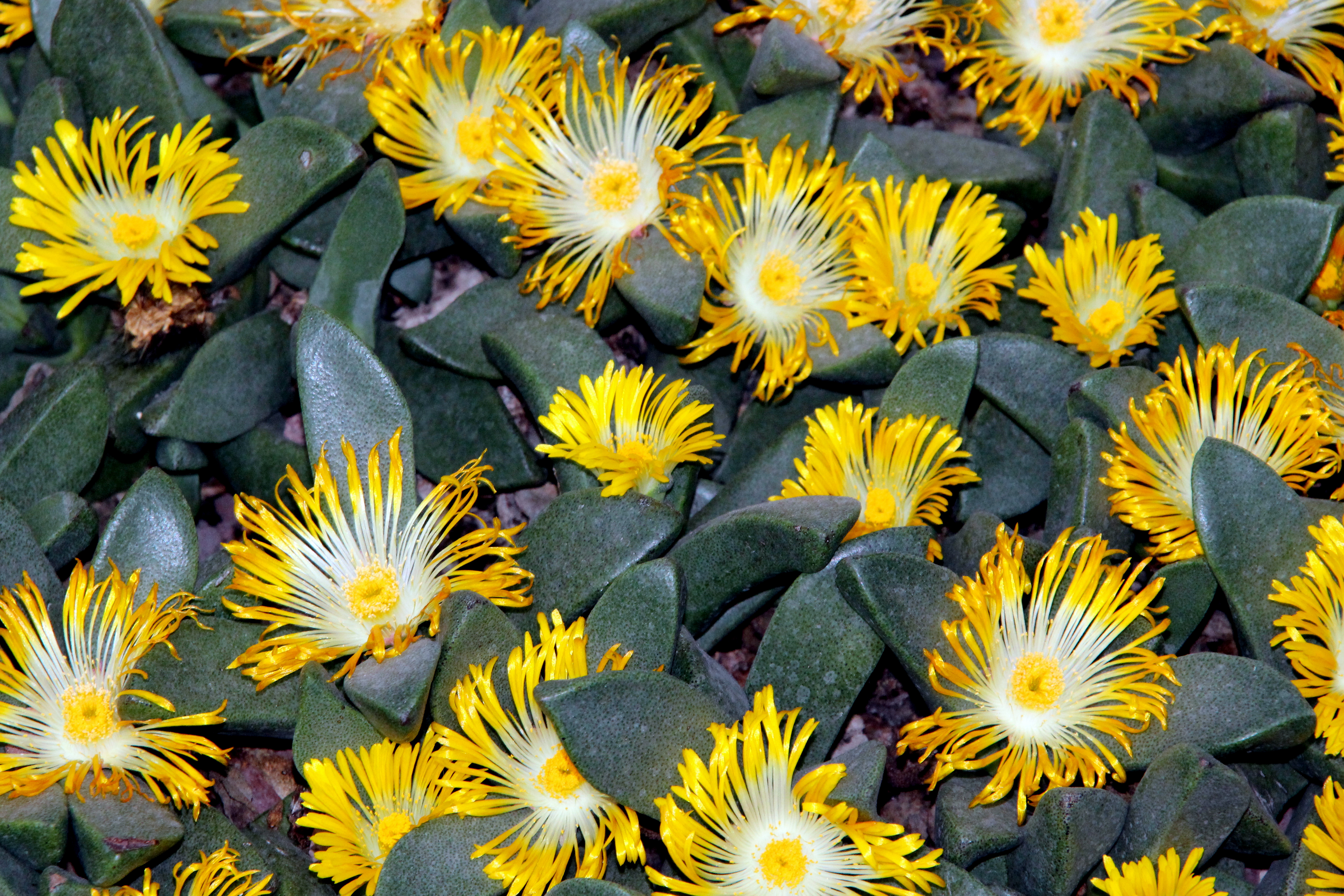
Pleiospilos nobilis
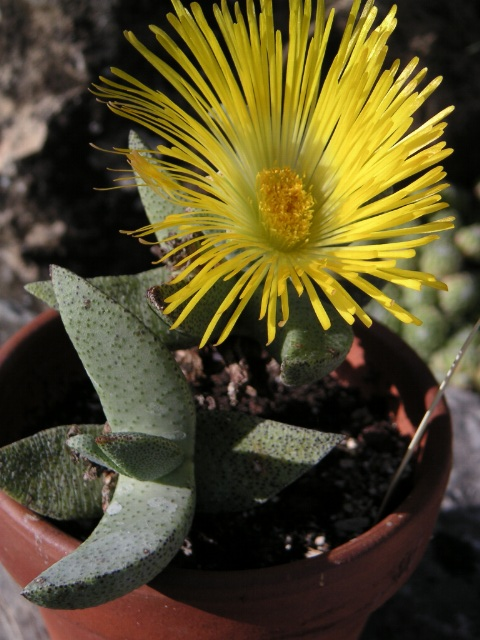
Pleiospilos rouxii
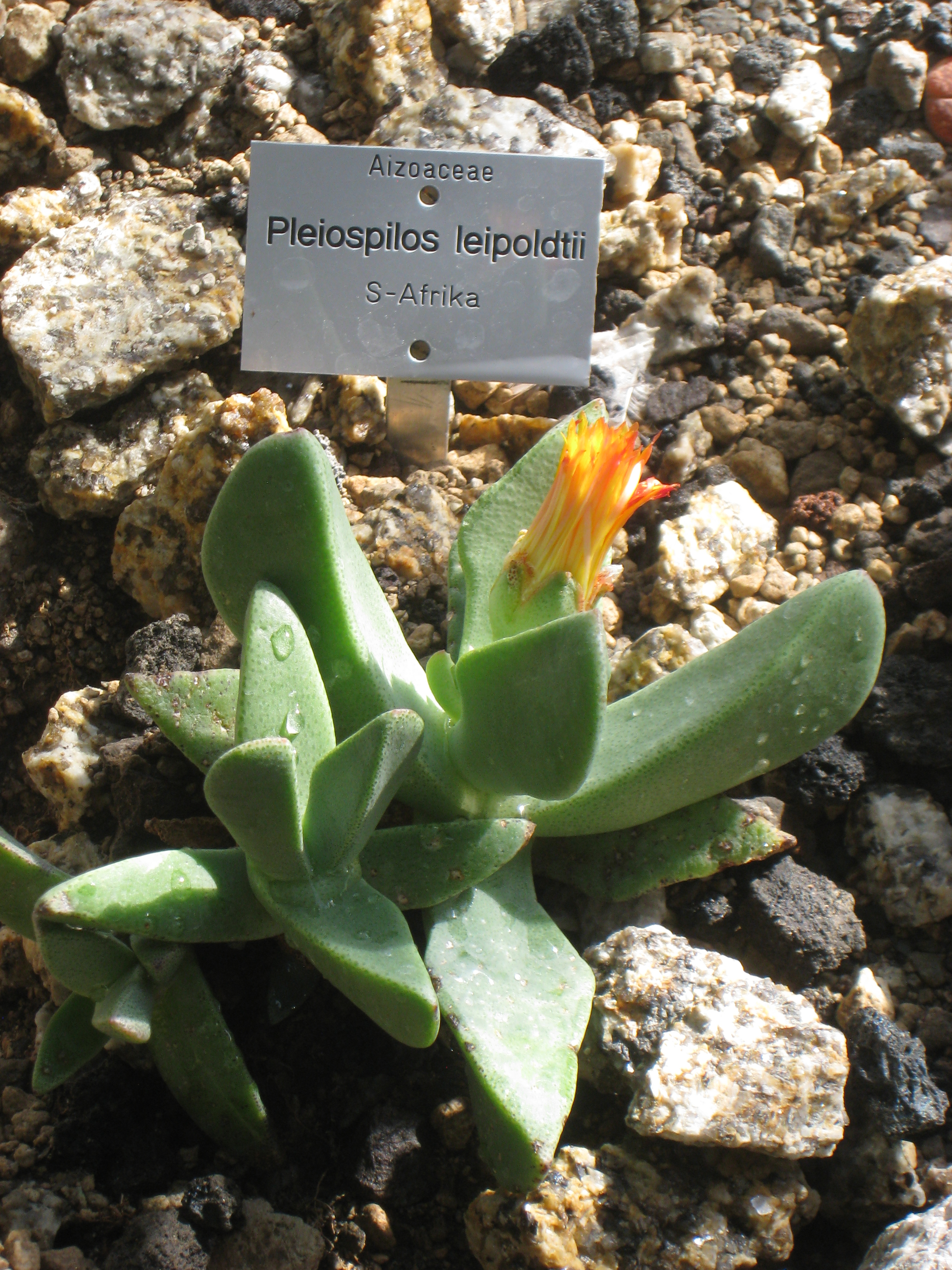
Pleiospilos leipoldtii